# حمزة قاسم (إيران)
حمزة قاسم هي قرية في مقاطعة شاهين دج، إيران. يقدر عدد سكانها بـ 104 نسمة بحسب إحصاء 2016.